# Andreas Breitner
Andreas Breitner (* 24. Februar 1967 in Kiel) ist Verbandsdirektor des Verbandes norddeutscher Wohnungsunternehmen (VNW), Bürgermeister und ehemaliger deutscher Politiker (SPD). Breitner war von 2012 bis September 2014 Innenminister im Kabinett Albig des Landes Schleswig-Holstein, stellvertretender Landesvorsitzender der SPD Schleswig-Holstein und Landesvorsitzender der Sozialdemokratischen Gemeinschaft für Kommunalpolitik (SGK).
Er wurde am 24. September 2014 zum Verbandsdirektor des VNW (Verband norddeutscher Wohnungsunternehmen e. V.) gewählt und ist es bis heute (Stand 20. Juni 2025).

## Beruflicher Werdegang
Breitner studierte von 1987 bis 1990 an der Verwaltungsfachhochschule Altenholz (Fachbereich Polizei) und schloss das Studium als Diplom-Verwaltungswirt (FH) ab. Zehn Jahre lang war er in Polizeidienststellen tätig, zuletzt als Leiter der Kriminalpolizeilichen Beratungsstelle in Kiel. Von 2000 bis 2003 arbeitete Breitner als persönlicher Referent des schleswig-holsteinischen Innenministers Klaus Buß. Im Oktober 2002 wurde er von den Bürgern der Stadt Rendsburg in direkter Wahl zum Bürgermeister gewählt und trat das Amt am 1. April 2003 an. Bei der Bürgermeisterwahl am 12. September 2010 wurde er gegen zwei parteilose Mitbewerber mit 87 % der Stimmen für weitere acht Jahre in seinem Amt bestätigt. 
2012 wurde Breitner im Kabinett Albig Innenminister. Sein Ressort umfasste Kommunales, Integration, Wohnungsbau, Sport und Polizei.  
Seit 2015 ist er Direktor des VNW Verband norddeutscher Wohnungsunternehmen e. V.

## Politisches Engagement
Breitner trat 1985 in die SPD ein. Ein Jahr später übernahm er kommunalpolitische Ämter in Schwedeneck und Dänischenhagen. Bis 2003 war er hier unter anderem als Gemeindevertreter, stellvertretender Bürgermeister und Amtsausschussmitglied tätig. Nach seiner Wahl zum Bürgermeister wurde Breitner 2003 Aufsichtsratsvorsitzender der Stadtwerke Rendsburg GmbH. Von 2004 bis 2009 war er Mitglied der Projektgruppe „Lebensqualität in Städten und Gemeinden“ des SPD-Parteivorstandes in Berlin und wurde ein Jahr später Landesvorsitzender der Sozialdemokratischen Gesellschaft für Kommunalpolitik.
Von 2006 bis 2016 war er Gründungsvorsitzender des Vereins zur Förderung der Politischen Nachwuchsbildung in Schleswig-Holstein e. V. und der Technologie-Region K.E.R.N. Stellvertretender Landesvorsitzender der schleswig-holsteinischen SPD war Breitner von 2007 bis 2014. Nach der Wahl Torsten Albigs am 12. Juni 2012 zum Ministerpräsidenten wurde Breitner Innenminister in Albigs Kabinett. 
Am 25. September 2014 trat Breitner als Minister zurück und erklärte, auch sein Amt als stellvertretender Landesvorsitzender der SPD Schleswig-Holstein abgeben zu wollen. Breitner begründete den Rücktritt mit familiären Gründen. Einen Tag vor seinem Rücktritt wurde er zum Direktor des Verbandes norddeutscher Wohnungsunternehmen bestellt. Dieses Amt übernahm er zum 1. Juli 2015. Seine eigene SPD-Fraktion und Ministerpräsident Albig kritisierten dieses Vorgehen. 
Seit September 2014 übt Breitner keine politischen Ämter mehr aus. 
Er leitete oder leitet das Fachforum „Stadtentwicklung, Bau, Immobilien“ des Wirtschaftsforums der SPD und war bis 2019 Mitglied der Kommission des SPD-Parteivorstands „Bezahlbarer Wohnraum und soziale Bodenpolitik“.
Für die SPD Schleswig-Holstein war Breitner Mitglied der zwölften Bundesversammlung zur Wahl des deutschen Bundespräsidenten 2004. Auch bei der Wahl des Bundespräsidenten 2009 und 2010 war Breitner Mitglied der Bundesversammlung.

## Weiteres
Breitner ist u. a. Mitglied im
- Vorstand und Präsidium des GdW Bundesverband deutscher Wohnungs- und Immobilienunternehmen e. V.
- Sprecher der GdW-Konferenz der Verbände
- Aufsichtsratsvorsitzender des Fußballvereins Holstein Kiel e.V.
- Wohnungswirtschaftlichen Beirat der Provinzial Kiel
- Vorstand des Verein der Freunde und Förderer der EBZ Business School e. V.
- Vorsitzender des Hilfs- und Unterstützungsfonds für Polizeibeschäftigte und deren Familien in Not e. V. HUPF SH
- Mitglied in der Gewerkschaft der Polizei
- Aufsichtsratsvorsitzender der WMV
- Aufsichtsrat Arbeiterwohlfahrt AWO Pflege gGmbH
- Aufsichtsrat der NT Nordwestdeutsche Treuhand
- Aufsichtsrat der DOMUS AG.
- Aufsichtsrat der Sparkasse Mittelholstein

Er war Schirmherr des Kieler Immobilien Dialog und des DRK-Kinderhilfsfond Rendsburg-Eckernförde sowie Vizepräsident des DRK Schleswig-Holstein. Breitner ist Schirmherr von SprintBreak.
Er ist verheiratet, hat drei Kinder und lebt in Rendsburg.